# Aeroportul Internațional General Francisco J. Mujica
Aeroportul Internațional General Francisco J. Mujica (IATA: MLM, ICAO: MMMM) este un aeroport din Michoacán, Mexic ce deservește zona Morelia. Aeroportul a fost tranzitat în 2023 de 1.378.199 de pasageri. A fost numit după Francisco J. Múgica⁠(d).
Situat la o altitudine de 1.838 m, aeroportul dispune de o singură pistă. Este operat de Grupo Aeroportuario del Pacífico⁠(d).